# Dichagyris persiaca
Dichagyris persiaca là một loài bướm đêm trong họ Noctuidae.